# Ласло Лікай
Ласло Лікай (угор. Lékai László; 12 березня 1910, Залалеве, Австро-Угорщина — 30 червня 1986) — угорський кардинал. Титулярний єпископ Гірус Тарасії та апостольський адміністратор Веспрема з 8 лютого 1972 року по 12 лютого 1976 року. Архієпископ Естергома та примас Угорщини з 12 лютого 1976 року по 30 червня 1986 року. Кардинал-священник із титулом церкви Санта-Тереза-аль-Корсо-д'Італія з 24 травня 1976 року.

## Біографія
Народився 12 березня 1910 року в Залалеві, тоді Австро-Угорщина, нині Угорщина. 28 вересня 1934 року висвячений на священника. Після висвячення вів пасторську роботу у Веспремі та викладав у веспремській семінарії. Тоді ж почав виконувати функції секретаря веспремського єпископа Йожефа Міндсенті (майбутнього кардинала та архієпископа). 1944 року був заарештований нацистами разом зі своїм керівником. Вийшов на волю після визволення Угорщини. В 1946 отримав почесний титул монсеньйора.
16 березня 1972 року зведений у сан єпископа і призначений апостольським адміністратором Веспрема та титулярним єпископом Girus Tarasii. Ситуація в угорській католицькій церкві була в цей період дуже складною. Її голова архієпископ Естергома кардинал Йожеф Міндсенті після розгрому угорського повстання 1956 року переховувався протягом 15 років біля американського посольства в Будапешті. Дипломатичні переговори призвели до того, що 1971 року кардинал Міндсенті зміг залишити прокомуністичну Угорщину та виїхати до Відня. Весь цей період церква в країні залишалася фактично без керівника, оскільки Святий Престол принципово не обирав нового естергомського архієпископа, обмежуючись черговим призначенням кількох апостольських адміністраторів «sede plena». У 1974 році Міндсенті заявив про відставку, а Лекаї був призначений апостольським адміністратором Естергома.
Лише після смерті кардинала Міндсенті 12 лютого 1976 року єпископа Ласло Лекая оголосили новим архієпископом-митрополитом Естергома та примасом Угорщини. Декількома місяцями пізніше Лекай став кардиналом-священником з титулом церкви Санта-Тереза-аль-Корсо-д'Італія. Брав участь у обох Конклавах 1978 року.
Помер 30 червня 1986 року, його наступником на посаді архієпископа Естергома став Ласло Пашкаї.